# Berthold Furtmeyr
Berthold Furtmeyr est un enlumineur allemand, actif à Ratisbonne de  1460 à 1500. Quatorze manuscrits religieux ou astronomiques issus de son atelier lui sont attribués.

## Biographie
Les plus anciennes œuvres qui lui soient attribuées remontent à 1460. Elles voient le jour à Ratisbonne.
En 1466 il épouse la fille de Hans Rainer, un luthier de la ville. Après son mariage, il fonde un atelier qui reçoit des commandes de personnages éminents : aristocrates tels Albert IV de Bavière et Philippe Ier du Palatinat ou prélats comme l'évêque de Ratisbonne et l'archevêque de Salzbourg. 
Les archives fiscales de Ratisbonne indiquent qu'entre 1473 et 1487, son avoir passe de 15 à 411 livres : c'est alors l'un des plus riches contribuables de la ville. En 1478, il acquiert de ses beaux-frères le fonds de commerce de leur père.
Il est cité pour la dernière fois en 1500, au contrat de mariage de sa fille. Il meurt probablement quelques années plus tard.

## Style artistique
Ses miniatures se caractérisent par des représentations urbaines ou agrestes aux couleurs vives et contrastées.
Les personnages présentent souvent un visage pâle assez inexpressif.
Richement décorées, les bordures s'ornent de fruits, de feuillages et de fleurs.
Son style s'inspire de la tradition artistique locale : enluminure, peinture sur panneau, arts graphiques liés à l'imprimerie,.

## Œuvres attribuées

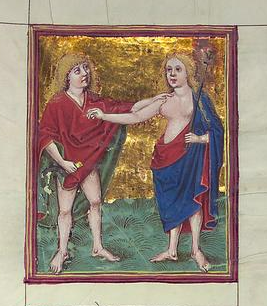
Les Gémeaux. Livre du Destin de Heidelberg (1491). Bibliothèque de l'Université de Heidelberg, cod. Pal. germ. 832, fol. 93v.

Parmi la quinzaines de manuscrits qui lui sont attribués, on peut citer :
- Manuscrit théologico-philosophique, 6 médaillons, 1460, Württembergische Landesbibliothek, Stuttgart, Cod. theol. et phil. 2° 100.
- Bible en allemand, 1465, British Library, Londres, MS Egerton 1895-1896.
- Bible en allemand exécutée pour Hans Stauff zu Ehrenfels, 1468-1470 :
  - vol. I : Bibliothèque d'État de Bavière, Munich, Cgm 8010A,
  - vol. III et IV : Bibliothèque de l'Université d'Augsbourg, Cod. I.3.2. III & IV.
- Missel de Salzbourg exécuté pour le prince-archevêque de Salzbourg, 1478-1489, vol. I à V, Bibliothèque d'État de Bavière, Munich, Clm 15708-15712.
- Heidelberger Schicksalsbuch (Livre du Destin de Heidelberg), après 1491, Bibliothèque de l'Université de Heidelberg, cod. Pal. germ. 832.
- Lectionale de Sanctis, Bibliothèque d'État de Bavière, Munich, Clm 23024.
- Missel, Bibliothèque d'État de Bavière, Munich, Clm 23032.
- Registre de la cathédrale de Ratisbonne, Archives centrales de l'État de Bavière, Munich, DK Regensburg 443.

## Galerie d'images

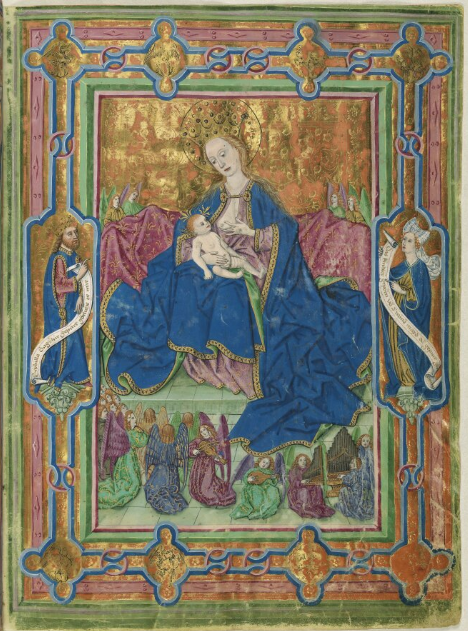
Vierge à l'Enfant. Bible en allemand (1468-1470). Bibliothèque d'État de Bavière, Munich, Cgm 8010a, fol. 2r.
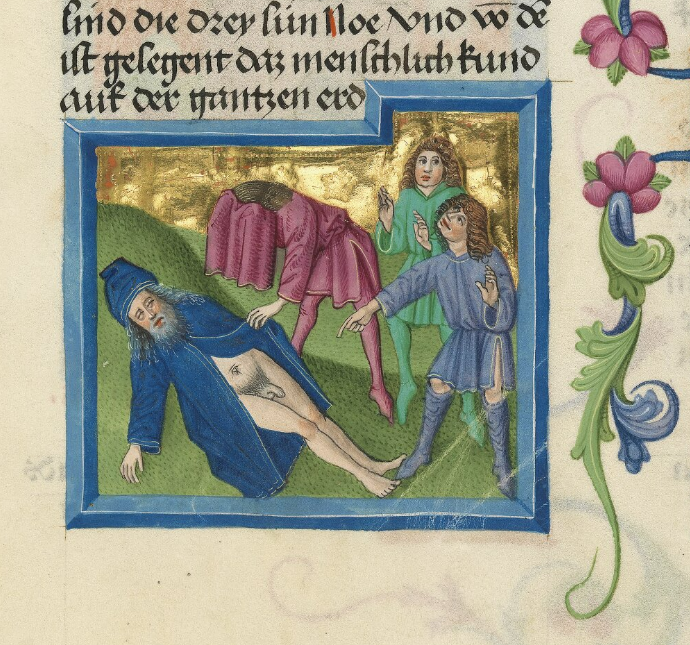
Ivresse de Noé. Bible en allemand (1468-1470). Bibliothèque d'État de Bavière, Munich, Cgm 8010a, fol. 15r.
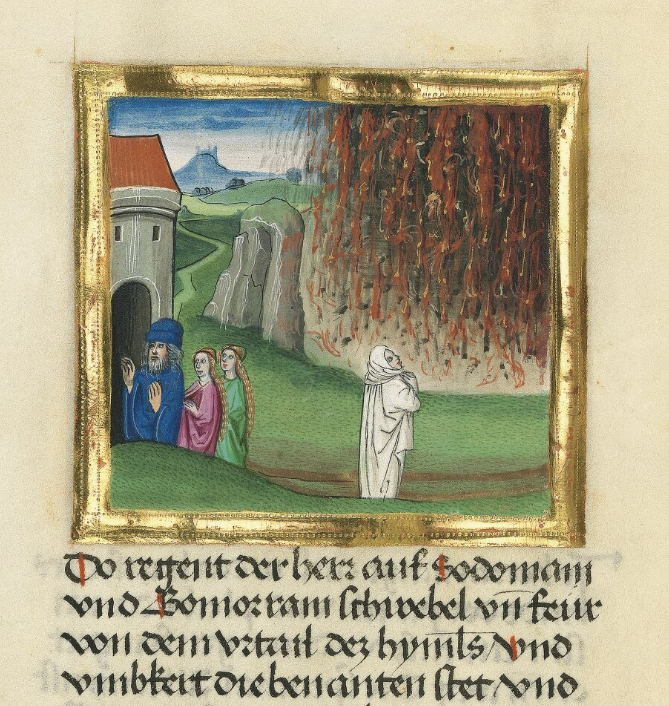
Loth et ses filles. Bible en allemand (1468-1470). Bibliothèque d'État de Bavière, Munich, Cgm 8010a, fol. 21r.
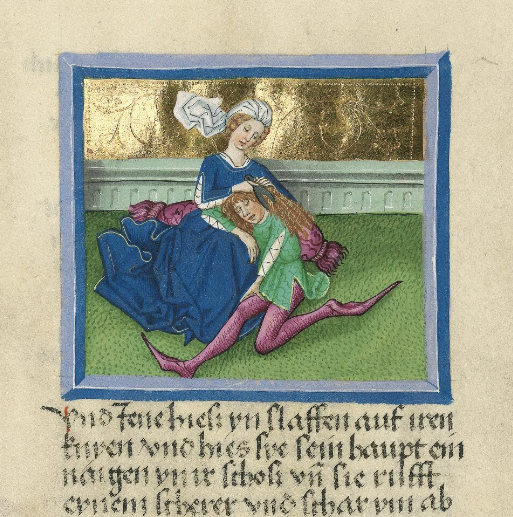
Samson et Dalila. Bible en allemand (1468-1470), Bibliothèque d'État de Bavière, Munich, Cgm 8010a, fol. 379r.
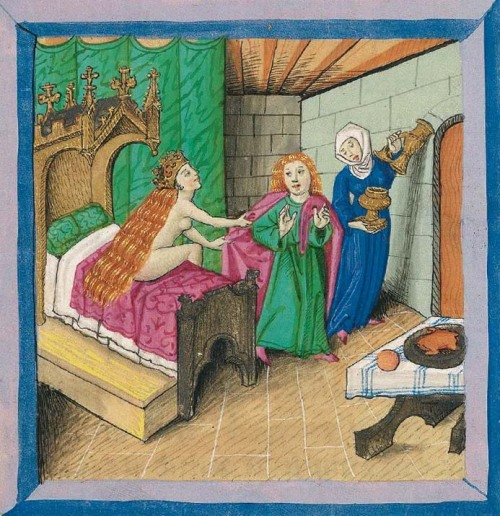
Joseph et la femme de Potiphar. Bible en allemand (1468-1470). Bibliothèque de l'Université d'Augsbourg, Cod.I.3.2 III, fol. 34v.
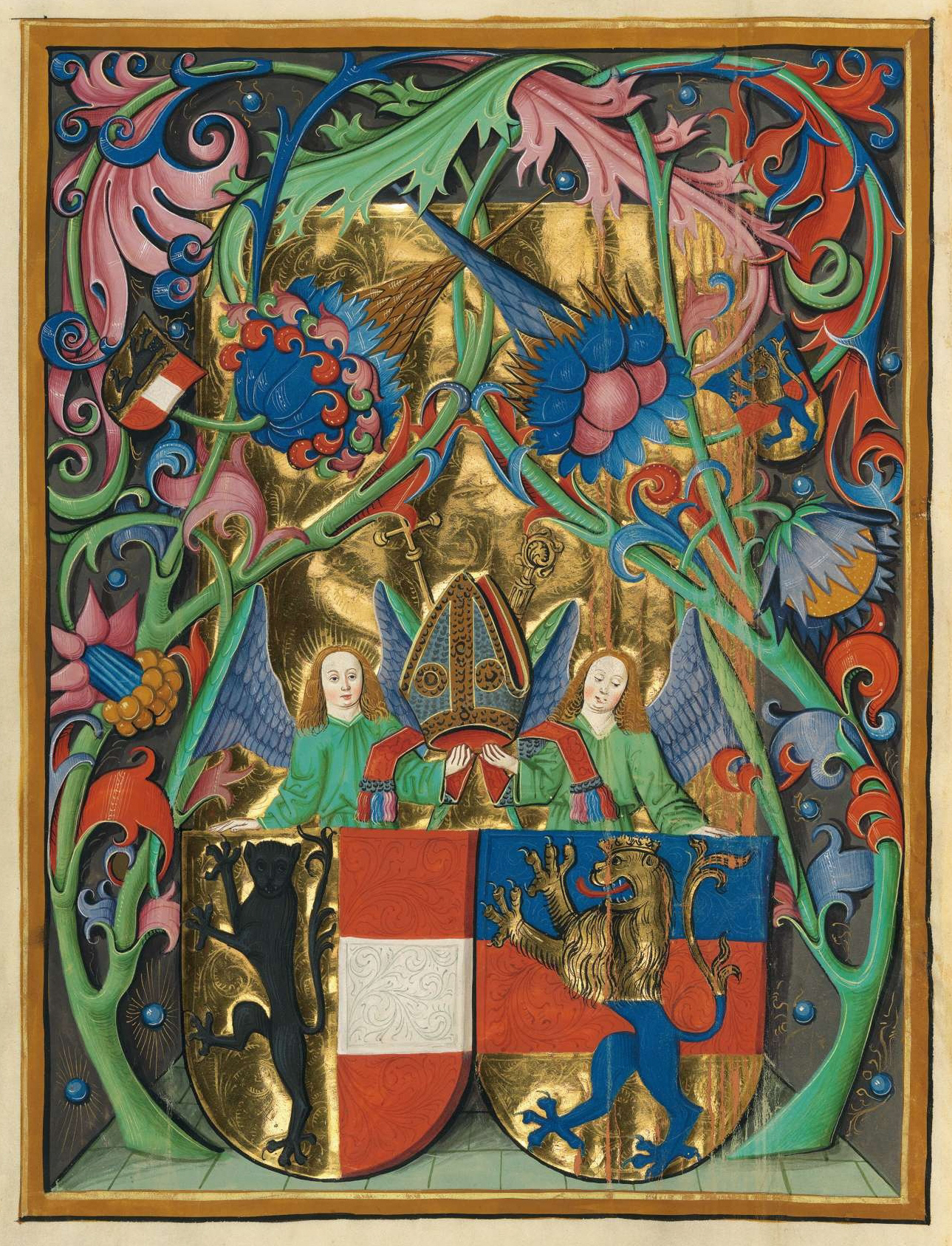
Armoiries de l'archidiocèse de Salzbourg et de l'évêque Johann Beckenschlager. Missel de Salzbourg, t. I (1478-1489). Bibliothèque d'État de Bavière, Munich, Clm 15708, fol. 2v.
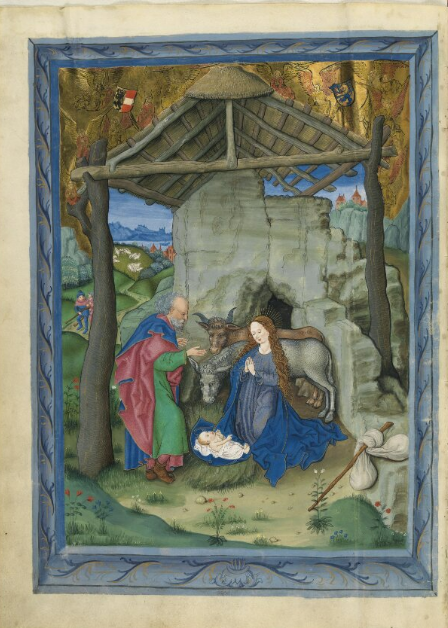
Nativité. Missel de Salzbourg. Missel de Salzbourg, t. I (1478-1489). Bibliothèque d'État de Bavière, Munich, Clm 15708, fol. 3v.
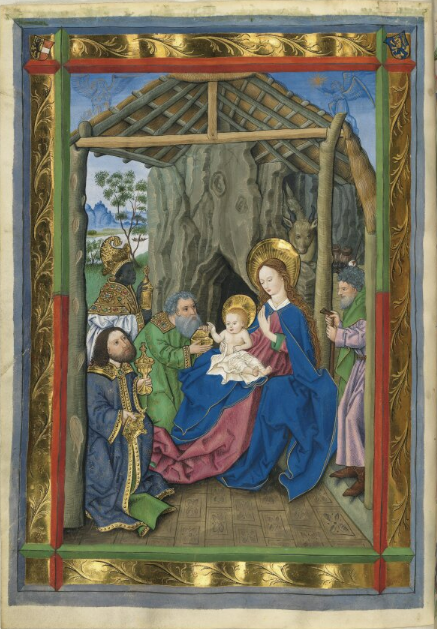
Adoration des Mages. Missel de Salzbourg, t. I (1478-1489). Bibliothèque d'État de Bavière, Munich, Clm 15708, fol. 62v.
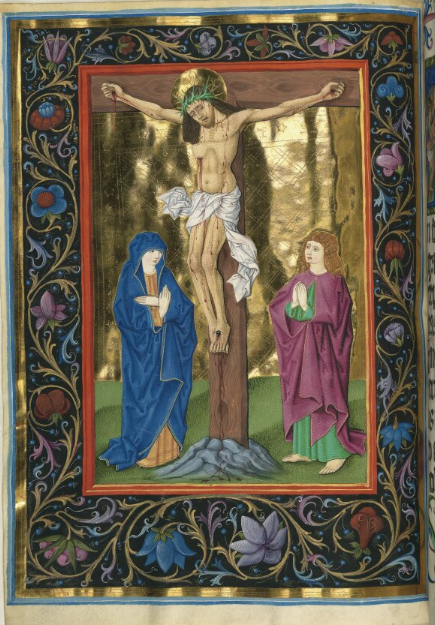
Crucifixion. Missel de Salzbourg, t. II (1478-1489). Bibliothèque d'État de Bavière, Munich, Clm 15709, fol. 45v.
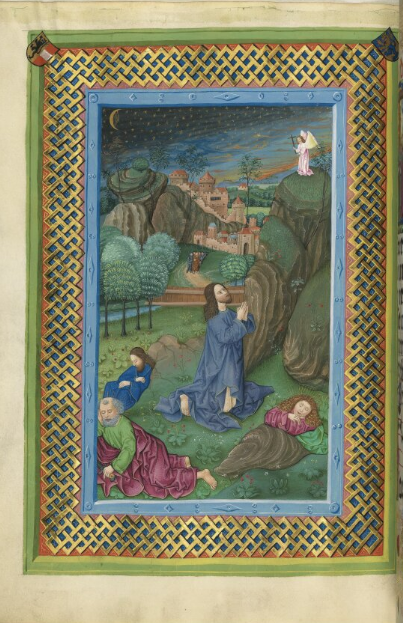
Le Christ au Mont des Oliviers. Missel de Salzbourg, t. II (1478-1489). Bibliothèque d'État de Bavière, Munich, Clm 15709, fol. 89r.
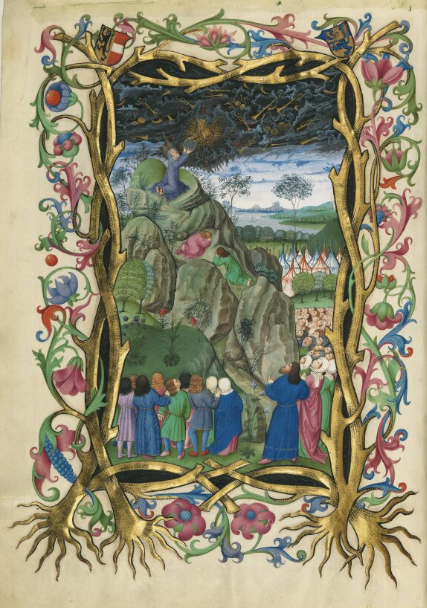
Moïse recevant les Tables de la Loi. Missel de Salzbourg, t. III (1478-1489). Bibliothèque d'État de Bavière, Munich, Clm 15710, fol. 3v.
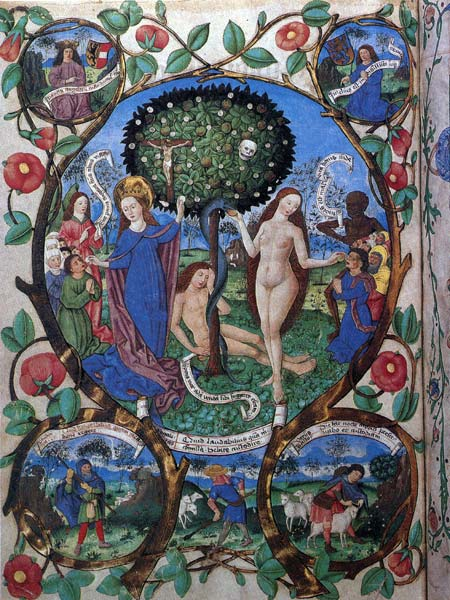
Arbre de vie. Missel de Salzbourg, t. III (1478-1489). Bibliothèque d'État de Bavière, Munich, Clm 15710, fol. 60r.
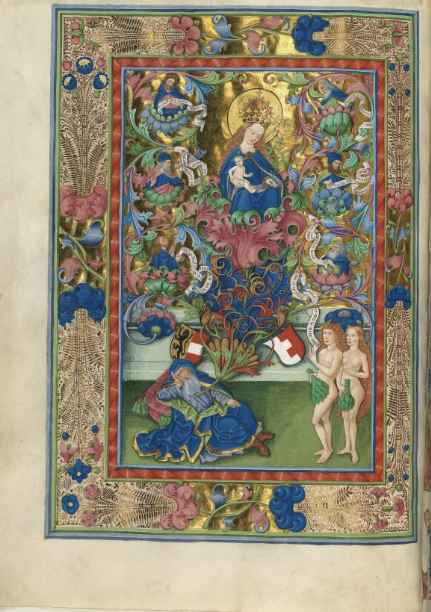
Arbre de Jessé avec Adam et Ève. Missel de Salzbourg, t. IV (1478-1489). Bibliothèque d'État de Bavière, Munich, Clm 15711, fol. 31v.
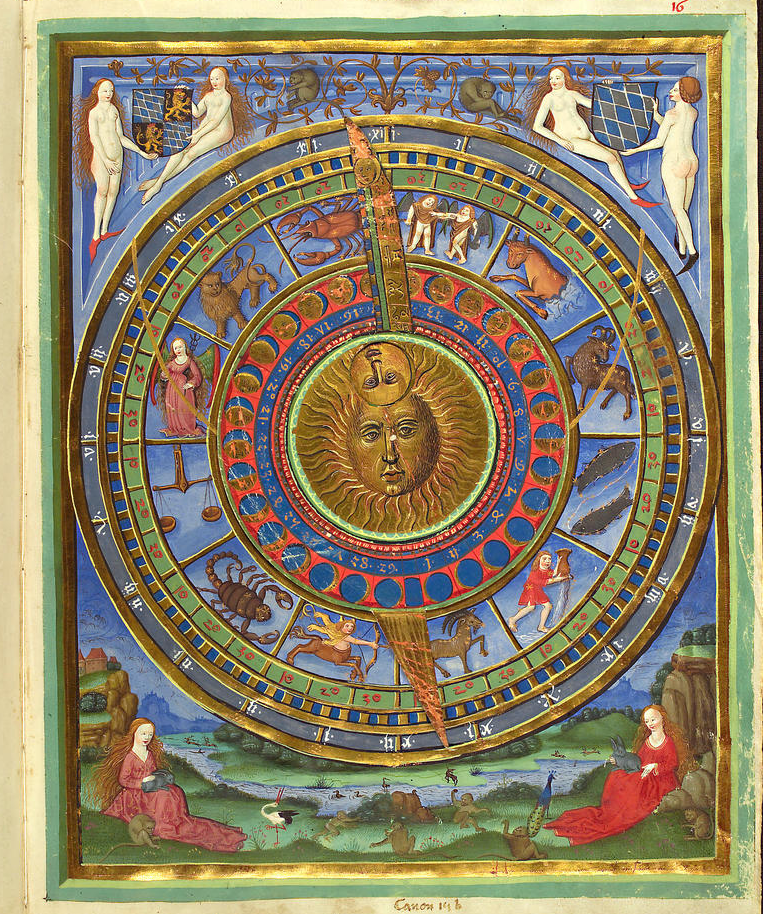
Calendrier astrologique d'après Regiomontanus. Les 12 signes du zodiaque. Livre du Destin de Heidelberg (1491). Bibliothèque de l'Université de Heidelberg, cod. Pal. germ. 832, fol. 16r.
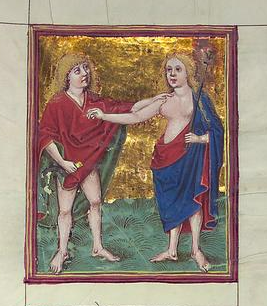
Les  Gémeaux. Livre du Destin de Heidelberg (1491). Bibliothèque de l'Université de Heidelberg, cod. Pal. germ. 832, fol. 93v.
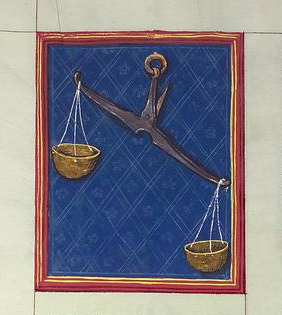
La  Balance.  Livre du Destin de Heidelberg (1491). Bibliothèque de l'Université de Heidelberg, cod. Pal. germ. 832,  fol 95v.
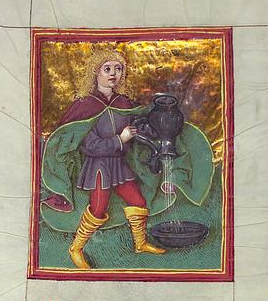
Le Verseau.  Livre du Destin de Heidelberg (1491). Bibliothèque de l'Université de Heidelberg, cod. Pal. germ. 832,  fol 97v.
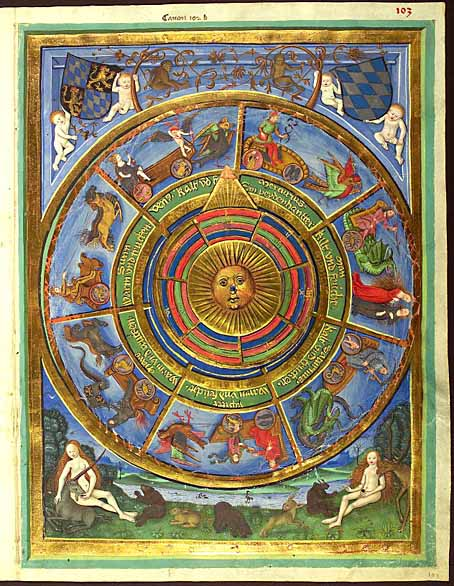
Astrolabe à disque rotatif déterminant les heures des 7 planètes. Livre du destin de Heidelberg (1491). Bibliothèque de l'Université de Heidelberg, cod. Pal. germ. 832, fol. 103r.